# Purée

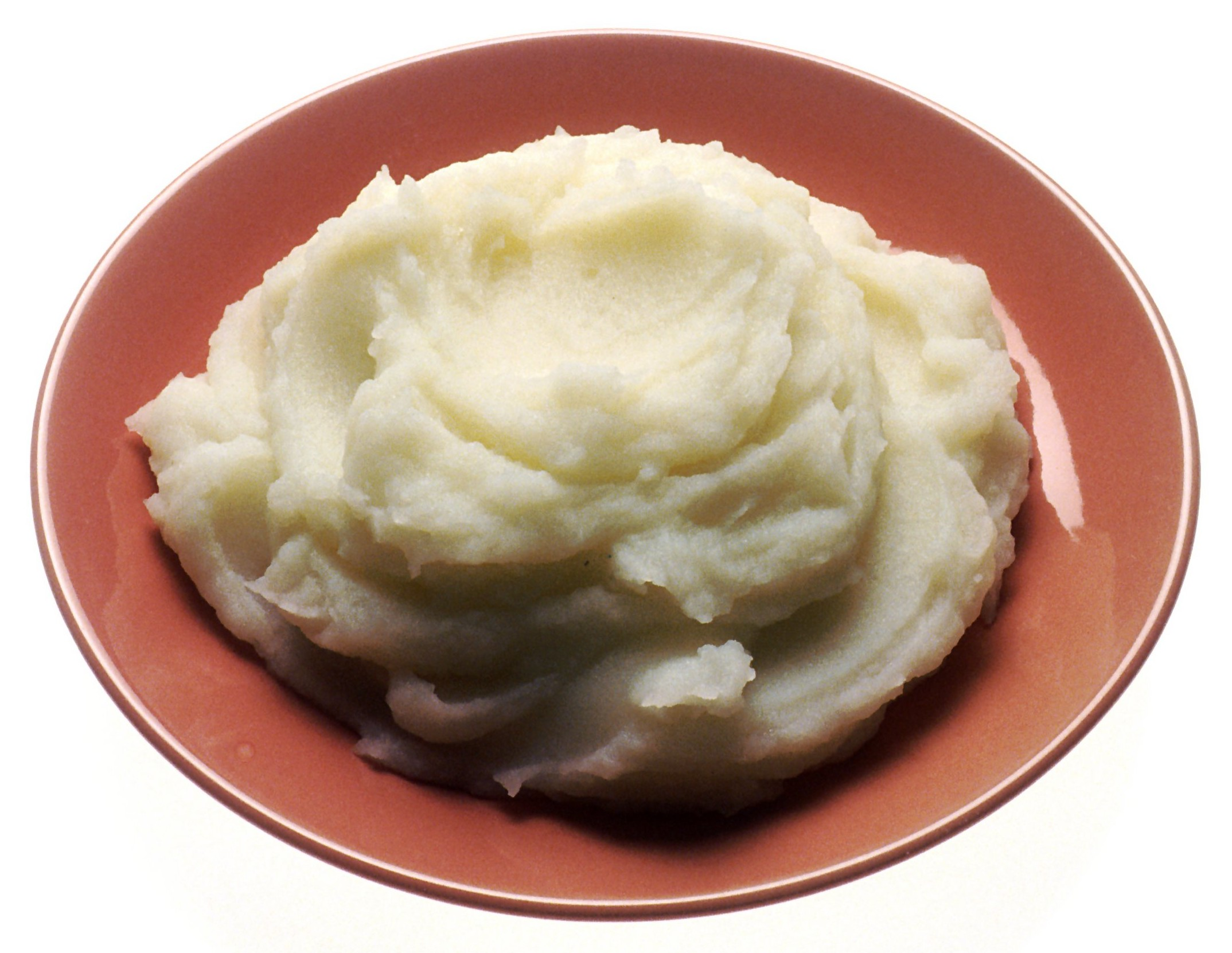
Purée de pomme de terre.

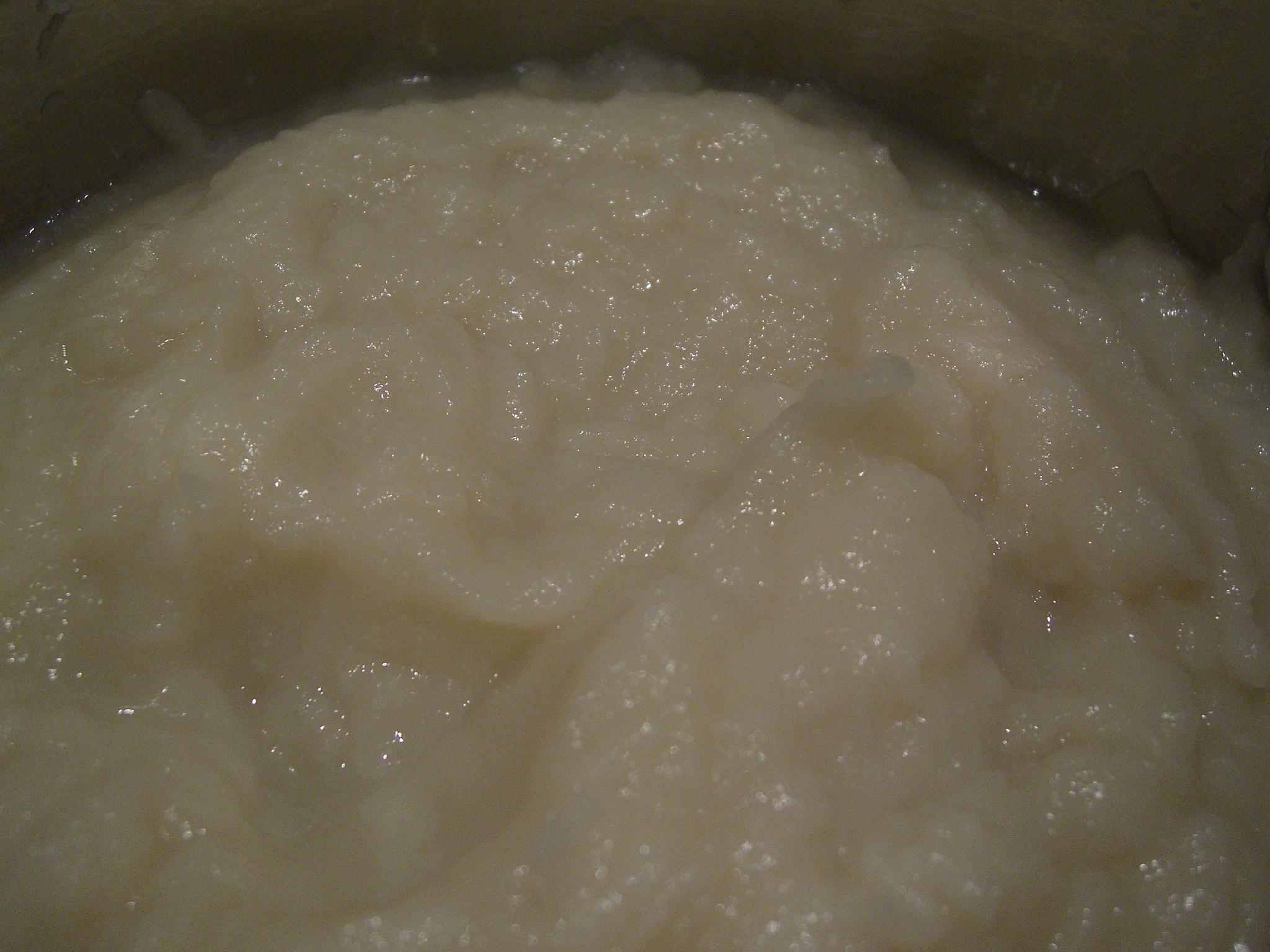
Purée de chou-fleur.

Une purée est une préparation culinaire à base de fruits ou de légumes cuits ou crus, et ensuite écrasés. Le terme s'applique en particulier à la purée de pommes de terre.

## Préparation
Les fruits et légumes, défaits de leur peau et grains, peuvent être écrasés à la fourchette, à l'aide d'un presse-purée, d'un tamis ou d'un moulin à légumes ou d'un mixeur.
La confection d'une purée peut être une étape dans la préparation d'une recette, telle que le soufflé, l'aligot, la soupe à la citrouille ou le hachis parmentier. La purée verte, ou purée Saint-Germain, est confectionnée avec des pois cassés.

## Dans la culture
- « Purée ! » est une interjection qui marque la surprise. C’est un euphémisme pour le mot « putain », du fait que la prononciation de la première syllabe est la même.
- Mousline est une marque de purée appartenant à  Nestlé.